# Pandora (filme)
Pandora (hangul: 판도라; rr: Pandora) é um filme de desastre sul-coreano de 2016 escrito e dirigido por Park Jung-woo, estrelado por Kim Nam-gil. O filme foi lançado na Coreia do Sul em 7 de dezembro de 2016.

## Elenco
- Kim Nam-gil como Kang Jae-hyeok, o protagonista infantil, que trabalha na usina nuclear
- Kim Young-ae como Sra. Seok - a mãe de Jae-Hyeok, que é dona de um restaurante e perdeu o marido e outro filho em um acidente semelhante
- Kim Ju-hyeon como Yeon-joo, noiva de Jae-hyeok, que trabalha como guia turística na usina. Ela também é amiga de infância de Jae-hyeok
- Jung Jin-young como Pyeong-seok, um dos chefes da fábrica, que fica cada vez mais preocupado com a segurança da fábrica
- Moon Jeong-hee como Jung-hye, cunhada de Jae hyeok e viúva que perdeu o marido (irmão de Jae hyeok)
- Kim Dae-myung como Gil-seop, um dos amigos de Jae Hyeok, que ajuda Jae Hyeok na missão nuclear
- Lee Geung-young como primeiro-ministro
- Kang Shin-il como Sr. Kong, um velho mal-humorado trabalhador de uma usina nuclear e pai de Gil-seop
- Yoo Seung-mok como Sr. Kam - o outro chefe da usina, que suspeita que algo está errado com a usina
- Joo Jin-mo como Ministro
- Song Yeong-chang como novo diretor
- Kim Young-woong como Sr. Hwang
- Kim Myung-min como presidente sul-coreano
- Kim Hye-eun como primeira-dama
- Oh Ye-sul como nova enfermeira

## Lançamento
Pandora é o primeiro filme coreano que foi pré-vendido para a Netflix. Em novembro de 2016, três semanas antes do lançamento nos cinemas, a empresa adquiriu direitos internacionais exclusivos para streaming de Pandora em 190 países.

## Prêmios e indicações
| Ano  | Associações                 | Categoria                   | Nomeações       | Resultado |
| ---- | --------------------------- | --------------------------- | --------------- | --------- |
| 2017 | 11th Asian Film Awards      | Melhor Designer de Produção | Kang Seung-yong | Indicado  |
| 2017 | 22nd Chunsa Film Art Awards | Melhor Nova Atriz           | Kim Ju-hyeon    | Indicada  |
| 2017 | 53rd Baeksang Arts Awards   | Ator mais popular (filme)   | Kim Nam-gil     | Indicado  |
| 2017 | 54th Grand Bell Awards      | Melhor Filme                | Pandora         | Indicado  |
| 2017 | 54th Grand Bell Awards      | Melhor Diretor              | Park Jung-woo   | Indicado  |
| 2017 | 54th Grand Bell Awards      | Melhor Atriz Coadjuvante    | Kim Young-ae    | Indicada  |
| 2017 | 54th Grand Bell Awards      | Melhor Ator Coadjuvante     | Jung Jin-young  | Indicado  |
| 2017 | 54th Grand Bell Awards      | Melhor Direção de Arte      | Kang Seung-yong | Indicado  |
| 2017 | 54th Grand Bell Awards      | Melhor Iluminação           | Kim Ho-seong    | Indicado  |
| 2017 | 54th Grand Bell Awards      | Melhor Fotografia           | Choi Young-hwan | Indicado  |
| 2017 | 54th Grand Bell Awards      | Melhor Edição               | Park Gok-ji     | Indicado  |
| 2017 | 54th Grand Bell Awards      | Prêmio Técnico              | Pandora         | Indicado  |
| 2017 | 54th Grand Bell Awards      | Melhor Planejamento         | Pandora         | Indicado  |